# Kim Seon-hwa
Kim Seon-hwa (født 7. januar 1991) er en kvindelig sydkoreansk håndboldspiller som spiller for SK Sugar Gliders og Sydkoreas kvindehåndboldlandshold.
Hun repræsenterede Sydkorea, under VM i kvindehåndbold 2019 i Japan.